# Stefan Manzana Marin
Stefan Manzana Marin (* 5. března 1982, Stefan Fuhrmann) je bývalý rakouský fotbalista a trenér.

## Klubová kariéra
Hrál za SC Neusiedl am See. Odehrál 99 zápasů ve třetí lize. Po sezóně 2008/09 ukončil kariéru.

## Trenérská kariéra
Od roku 2009 trénoval AKA Burgenland do 17 let. Tuto pozici zastával do roku 2011. V lednu 2012 převzal tým do 18 let. V sezóně 2013/14 se stal trenérem Rapidu Vídeň do 16 let. Po sezóně 2014/15 Rapid opustil.
V prosinci 2015 se stal asistentem trenéra Uwe Hölzla v TSV Hartberg. V sezóně 2016/17 byl asistentem Reného Wagnera v SC Wiener Neustadt. V lednu 2017 Wiener Neustadt opustil a stal se asistentem trenéra SCR Altach, Martina Scherba.
Od června 2017 působil v akademii FC Admira Wacker Mödling. V prosinci 2020 Admiru opustil. Od července 2021 působil v AKA Burgenland. V roce 2022 rezignoval.
V dubnu 2025 se stal trenérem First Vienna FC 1894, nahradil Mehmeta Sütcü. Po pouhých třech zápasech ho nahradil znova Mehmet Sütcü.